# Maison-atelier du peintre Émile Fabry
 (août 2025).
La maison-atelier du peintre Émile Fabry est un bâtiment édifié par l'architecte Émile Lambot au numéro 6 de la rue du Collège Saint-Michel à Woluwe-Saint-Pierre dans la banlieue de Bruxelles.

## Historique
La maison-atelier fut édifiée par Lambot en 1898 pour le peintre symboliste Émile Fabry.
Elle fait l'objet d'un classement au titre des monuments historiques depuis le 16 octobre 1997.

## Architecture
Émile Lambot, qui a livré plusieurs maisons du plus pur style « Art nouveau floral », a conçu ici un bâtiment très austère légèrement teinté d'Art nouveau.
Cette maison-atelier présente une petite façade de deux travées édifiée en briques sur un soubassement de moellons de pierre bleue. La façade, sobre et austère, est animée par des bandes de briques en retrait et égayée par la couleur rouge vif des portes, des fenêtres et de la corniche.
Elle présente une composition à l'asymétrie très marquée, comprenant une travée large à gauche et une travée d'entrée beaucoup plus étroite à droite.
Au rez-de-chaussée, la travée principale est percée d'une fenêtre basse intégrée dans le soubassement et d'une grande fenêtre quadripartite surmontée d'une baie d'imposte à motif japonisant et d'un linteau en fer.
La travée de droite, plus étroite, est percée d'une porte d'entrée qui constitue l'élément le plus intéressant de la façade. Cette porte présente des piédroits surmontés d'impostes en pierre bleue supportant une fenêtre d'imposte tripartite inscrite dans un arc outrepassé. De part et d'autre des impostes en pierre, la porte est ornée de deux reliefs en terre cuite réalisés par le sculpteur Pierre Braecke figurant des femmes nues agenouillées. L'arc outrepassé est orné d'une clé en terre cuite représentant un visage.
L'étage abrite l'atelier du peintre, abondamment éclairé grâce à une large baie en verre martelé occupant presque toute la largeur de la façade et à une verrière intégrée dans la toiture. Sous la baie vitrée prennent place deux grandes allèges en briques ainsi qu'une porte en bois destinée à faire passer les toiles de grandes dimensions.
La façade est couronnée par une corniche en saillie, peinte en rouge vif comme les portes et fenêtres.